# Symphurus urospilus
Symphurus urospilus är en fiskart som beskrevs av Isaac Ginsburg, 1951. Symphurus urospilus ingår i släktet Symphurus och familjen Cynoglossidae. Inga underarter finns listade i Catalogue of Life.